# Janne Teller
Janne Teller (Copenhaguen, Dinamarca, 8 d'abril de 1964) és una macro-economista i escriptora danesa de llibres de ficció. La seva família és d'origen austro-alemany. Com a macroeconomista ha treballat de consultora per a la Unió Europea i les Nacions Unides a Dar es Salaam (Tanzània), Brussel·les (Bèlgica), Nova York (Estats Units) i Moçambic. Des de 1995 és una escriptora a temps complet i viu entre Nova York, Milà (Itàlia), París (França), i Copenhaguen.

## Obra
La seva primera obra de literatura juvenil, Res (en danès Intet), publicada a Dinamarca l'any 2000, va obtenir un reconeixement de la crítica alhora que va causa una forta controvèrsia a Escandinàvia. El protagonista, Pierre Anthon, assegut en una prunera, proclama als seus companys de classe que la vida no té significat. Ells senten la necessitat de mostrar a Pierre Anthon alguna prova que hi ha coses a la vida que tenen significat, i al final això condueix a la violència entre els nens. La novel·la ha rebut diversos guardons, entre els quals el premi Michael L. Printz a l'edició anglesa del 2011. Els llibres de Janne Teller s'han traduït a 12 llengües, entre les quals anglès, alemany, francès, italià i espanyol.

## Llibres
- L'illa d'Odin (Odins ø, 1999).
- Intet (2000). L'any 2012 l'editorial Comanegra en va fer l'edició en català, titulada No-res.
- Hvis der var krig i Norden (2004)
- Kattens tramp (2004)
- Kom (2008)